# ماری رید
 ماری رید (۱۶۸۵ – ۲۸ آوریل ۱۷۲۱) که همچنین به عنوان مارک رید نیز شناخته شده‌است، یک دزد دریایی انگلیسی بود. او جز معدود زنانی است که در قرن هجدهم و اوج عصر طلایی دزدان دریایی به جرم دزدی دریایی محکوم شد. می‌توان از او و آن بانی به عنوان دو تن از مشهورترین دزدان دریایی زن در تمام دوران‌ها نام برد.
رید در سال ۱۶۸۵ در انگلستان متولد شد. او در سنین کودکی و در ابتدای امر توسط مادرش به منظور دریافت پول وراثت و سپس هنگام نوجوانی برای کار کردن در ارتش انگلستان، لباس پسرانه پوشید. سپس ماری ازدواج کرد و به محض مرگ شوهرش در ۱۷۱۵ به هندوستان غربی سفر کرد. در سال ۱۷۲۰ او با جک رکهم آشنا شد و به خدمهٔ او پیوست و به همراه آن بانی مثل یک مرد لباس پوشید. در آن زمان آن‌ها دزدان دریایی موفقی بودند اما این موفقیت عمر کوتاهی داشت، زیرا او، بنی و رکهم در نوامبر ۱۷۲۰ دستگیر شدند. با وجود این‌که رکهم به سرعت اعدام شد، او و بانی مدعی شدند که باردار هستند و احکام تأخیری گرفتند. رید در آوریل ۱۷۲۱ بر اثر تبی که احتمالاً از بارداری او نشأت می‌گرفت درگذشت.

## در آثار فرهنگی

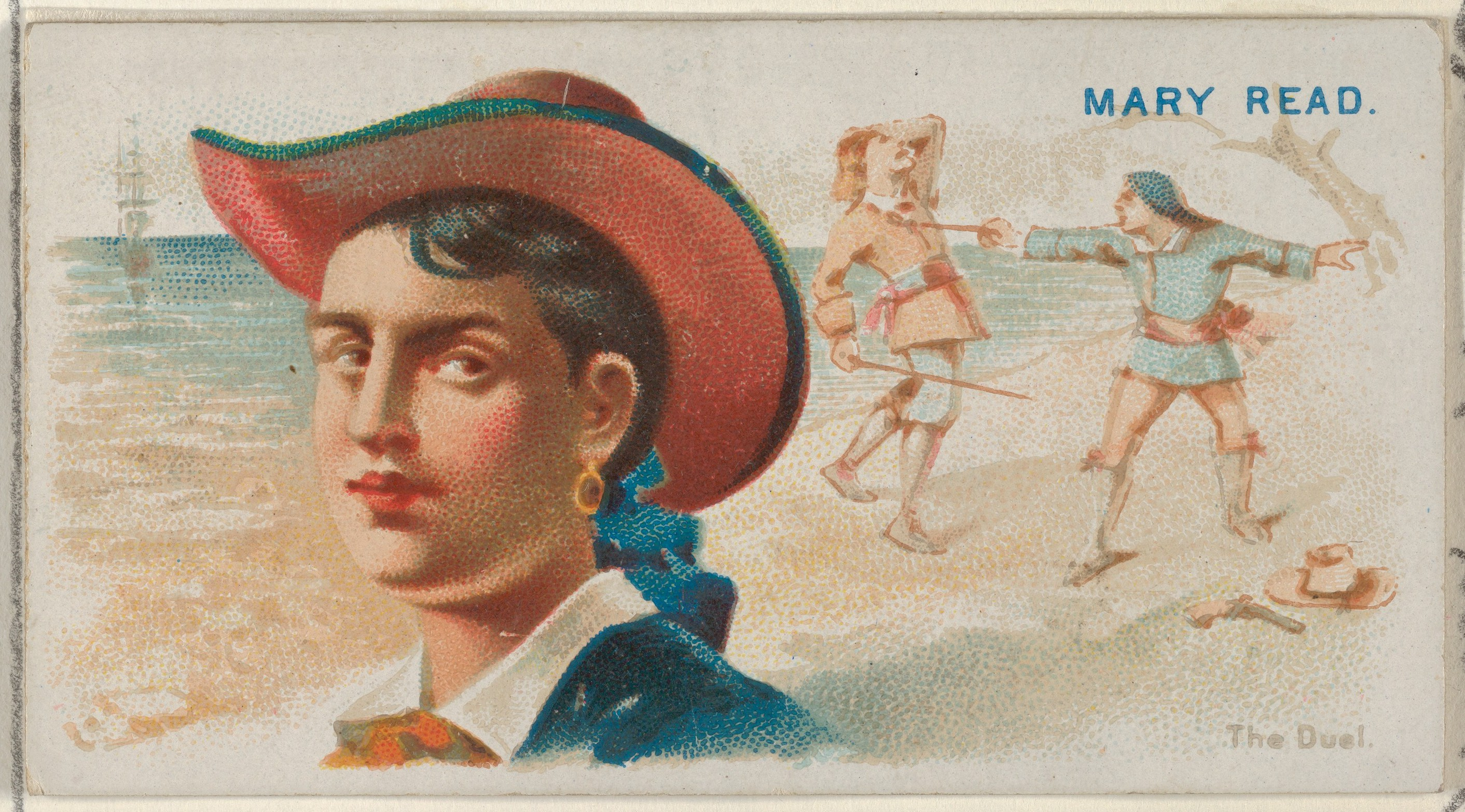
ماری رید، دوئل. از سری اصلی دزدان دریایی اسپانیایی (N19) برای آلن و گینتر سیگارتز

- شخصیتی داستانی از ماری رید در بازی ویدیویی اساسینز کرید ۴: پرچم سیاه ظاهر شده و توسط الیویا مورگان صداگذاری گردید.[۱][۲][۳][۴][۵]
- وی جیمز کید، فرزند نامشروع کاپیتان ویلیام کید و عضو ارشد حشاشین خوانده می‌شود.[۶][۷][۸]
- تله‌فیلم حقیقت دزدان دریایی کارائیب که در ۲۰۰۶ ساخته شد، ماری رید را که توسط کیمبرلی ادیر بازی می‌شود، نشان می‌دهد.[۹]
- فیلم ایتالیایی ملکه‌ی دریاها(۱۹۶۱) داستان ماری رید را روایت می‌کند و او توسط لیزا گاستونی به تصویر کشیده شده است.[۱۰]
- ماری رید همچنین در فیلم پویانمایی کارآگاه کونان، در قسمت جولی راجر در اعماق زمرد به همراه آن بانی به تصویر کشیده شده‌است.
- ماری رید یک شخصیت قابل کنترل در بازی فیت/گراند اوردر حضور دارد و توسط و آی نوناکا صداگذاری شده است. در این بازی آن بانی نیز حضور داشته و توسط آیاکو کاواسومی بازی شده است.
- رید (کارا رابرتز) در قسمت پایانی سریال بادبان‌های سیاه با نام مارک رید حضور دارد.[۱۱]